# Il cavaliere e la morte

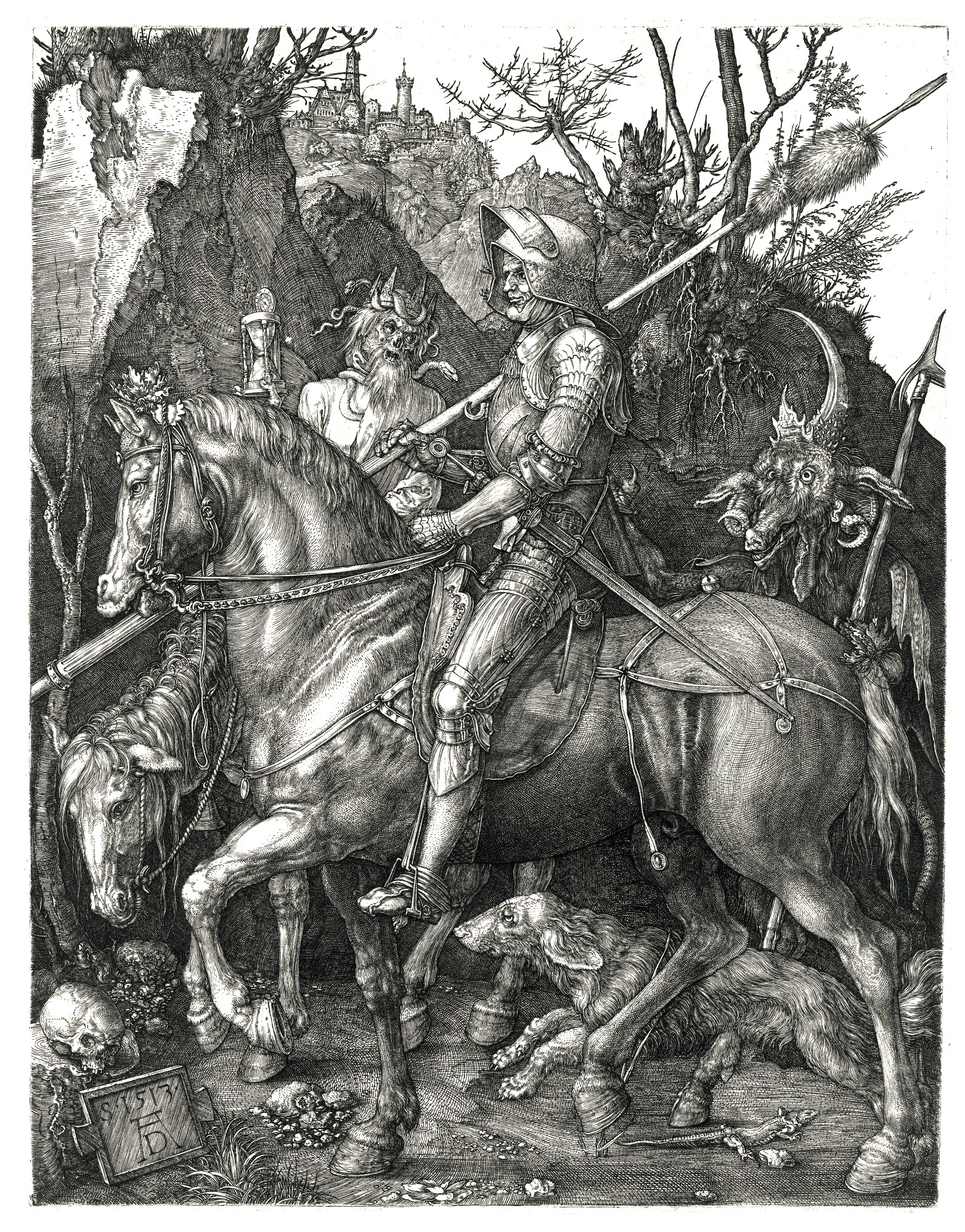
L'incisione di Dürer che dà il titolo all'opera

Il cavaliere e la morte è un romanzo breve di Leonardo Sciascia, scritto nel 1988. Si tratta del suo penultimo lavoro (prima di Una storia semplice), uscito pochi mesi prima della sua morte presso l'editore Adelphi.

## Il titolo
Il titolo è preso da un'incisione del 1513 di Albrecht Dürer: Il cavaliere, la morte e il diavolo. Secondo quanto pensa il protagonista stesso, il diavolo è divenuto superfluo perché gli uomini sanno praticare il male  e procurare la morte a se stessi e agli altri senza bisogno di tentazioni o mediazioni.
Nel sottotitolo, il romanzo è definito sotie. Si tratta di un genere letterario le cui origini si collocano fra tramonto del medioevo e sorgere del rinascimento: è una satira allegorica in forma di dialogo, ambientata in un mondo pieno di stupidità e follia che parafrasa la stupidità e la follia del mondo dei potenti. Sciascia, assieme a Kundera e Gide, è uno dei suoi massimi esponenti novecenteschi.
(da Il cavaliere e la morte, Leonardo Sciascia)

## Trama
In un imprecisato paese dell'Italia settentrionale un commissario di polizia dai modi isolati e appartati, Vice, deve indagare sulla morte di un noto avvocato, tale Sandoz. Arriva subito ad individuare il colpevole: è il potente industriale Aurispa, regista ben noto di diverse trame criminose che coinvolgono l'Italia. Naturalmente il Vice non ha prove concrete, è aiutato solo dalle confidenze con alcuni personaggi (la signora De Matis, di cui quasi si innamora, la logorroica signora Zorni e il dottor Rieti, ex-agente dei servizi segreti che pagherà con la vita). Non può avere alcun aiuto dal commissario capo che indaga solo sulla falsa pista di un'organizzazione terroristica rivoluzionaria chiamata “i figli dell'ottantanove”.  
Così il Vice combatte la sua battaglia contro la grave malattia che lo affligge e contro degli avversari più forti di lui che, capendo che potrebbero essere sconfitti, finiranno per eliminarlo con un colpo di pistola.

## Le tematiche
Il tema più ricorrente è quello della malattia, un cancro che affligge il protagonista ma anche la società corrotta in cui vive. Vi è l'introduzione di elementi cupi e crepuscolari, insoliti in Sciascia e di un barocchismo che mancava nelle opere precedenti, tanto che la sua mancanza gli veniva rimproverata da Italo Calvino. 
Vi è poi una riflessione sulla creazione di capri espiatori pubblici, sulle dietrologie e la manipolazione dell'informazione.
All'interno del libro si trovano numerose citazioni letterarie, tra cui Tolstoj, Pirandello, Proust, Ungaretti, Gadda, Alfieri e molti altri.

## Edizioni
- Leonardo Sciascia, Il cavaliere e la morte, Adelphi.